# ルノー・コロラール
ルノー・コロラール(Renault Colorale)は、 1950年から1957年にかけてルノーが生産した中型の乗用・商用車。 

## 歴史
ルノー公団の経営陣は、田舎や海外の顧客に向け、機能的で堅牢な車を提供することを決定。フランス語のCOLONIALE(植民地)とRURALE(田舎)の2つの言葉を短縮し、「Colorale」の車名をつけた。

## モデル
コロラーレには7つのモデルがある
- Prairie - 4ドアエステート。 この名前はしばしばコロラールのことを指して使用される[2]。
- Savane - 素朴な2ドアバージョン。
- Taxi - 4ドアの「タクシー」ステーションワゴン。後部に6席あり、ベンチと折りたたみ席に分かれている。
- バン
- ピックアップ
- フラットベッド
- キャビン付シャシー

## ギャラリー

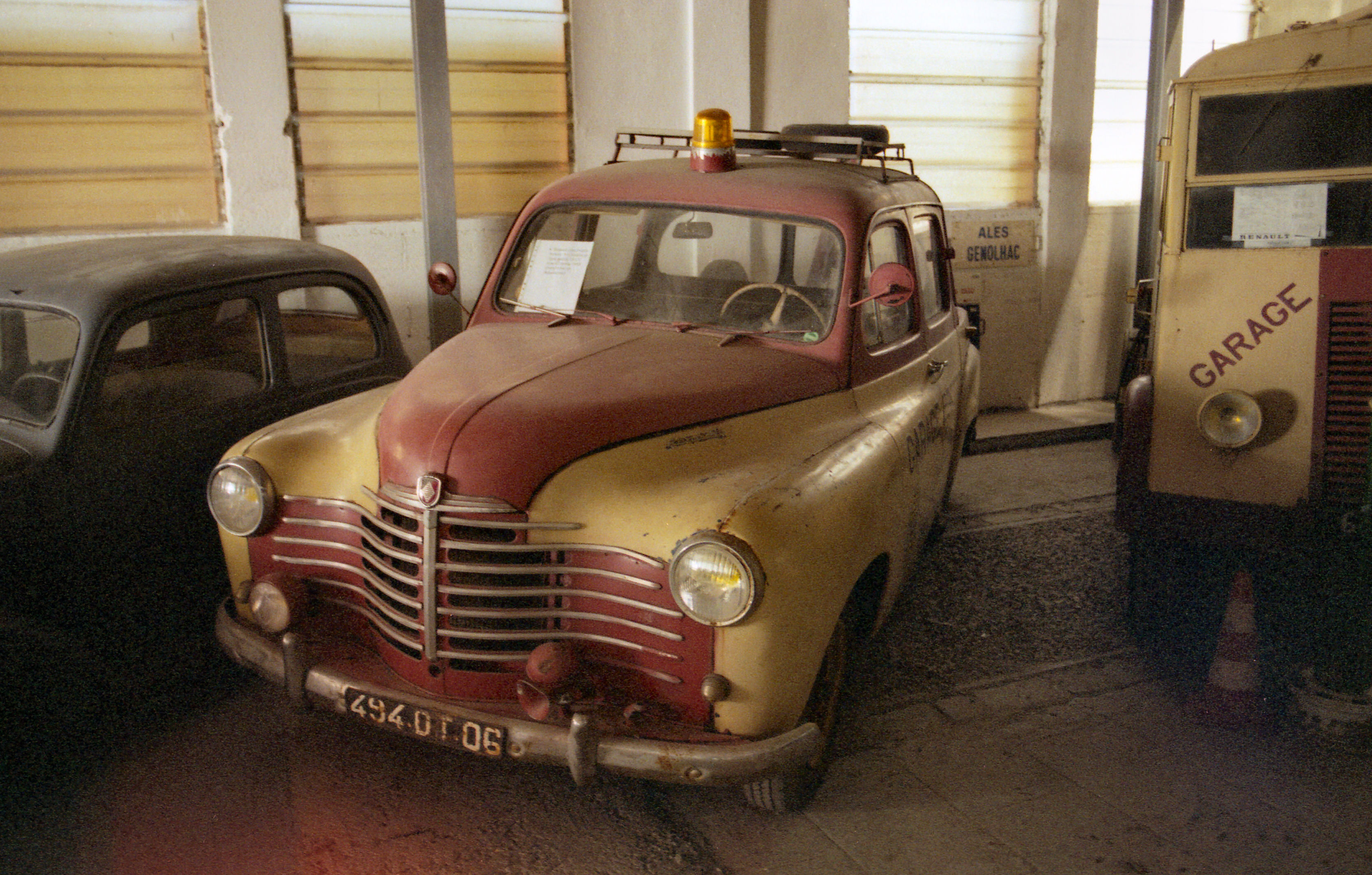
コロラールのロードサービス車
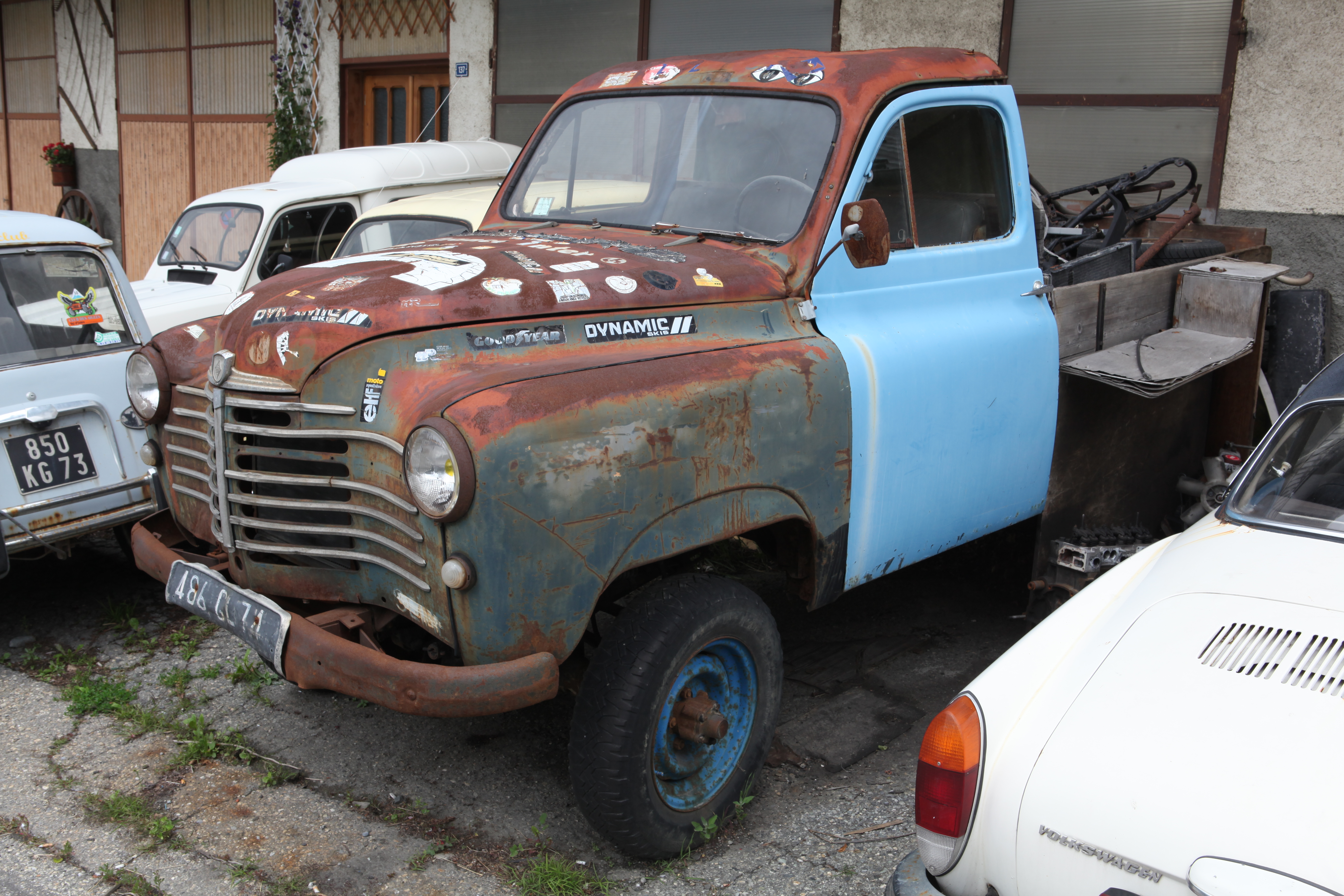
フラットベッド仕様